# Черна техника
Черната техника е вид техника.

## Видове черна техника
- Аудиотехника
- Видеотехника
- Офис техника
- Сателитна техника
- Фототехника
- Телевизионна техника
- Телекомуникационна техника